# Principe di Montenevoso

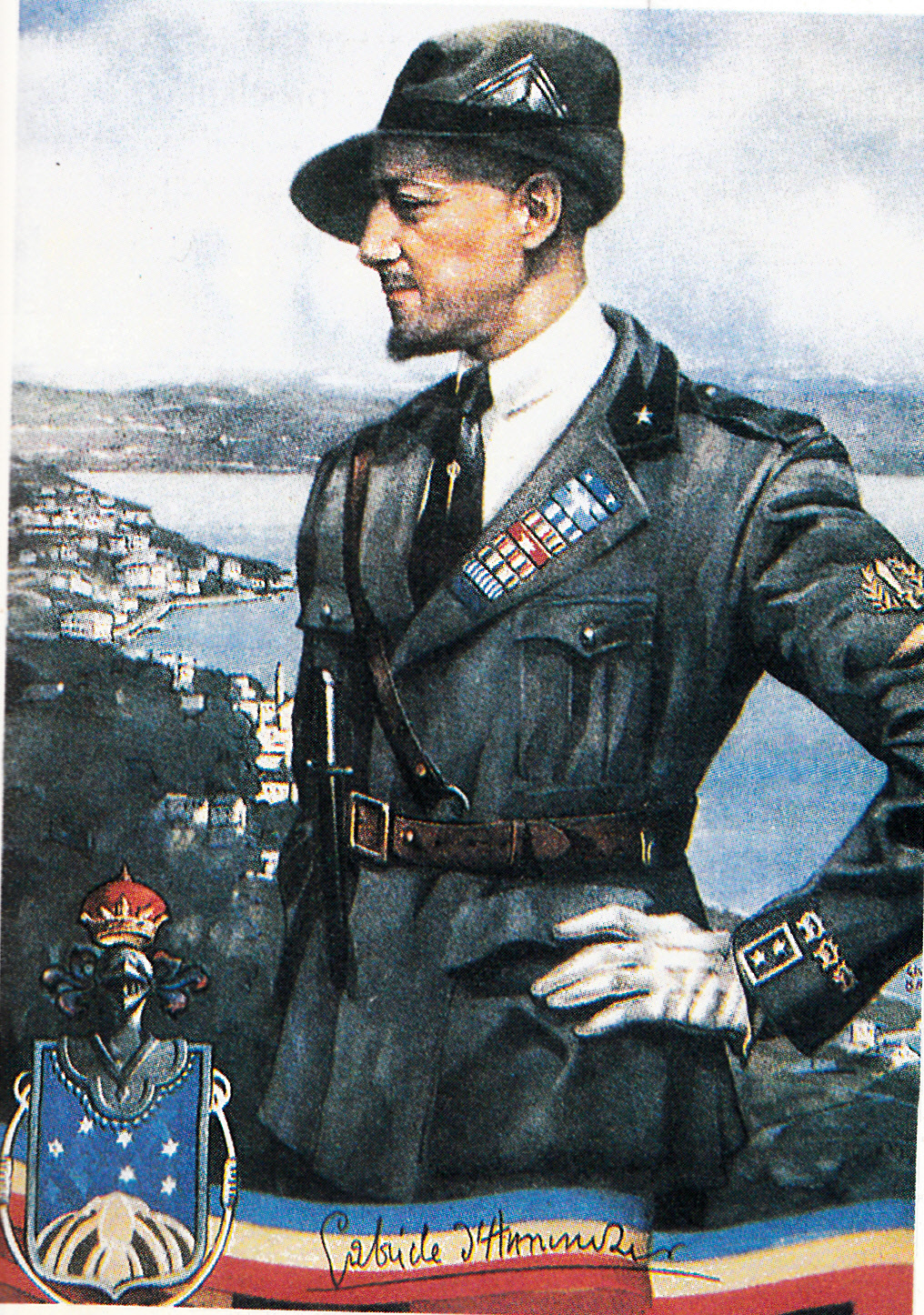
Ritratto di Gabriele D'Annunzio, principe di Montenevoso, con lo stemma principesco

Principe di Montenevoso, dall'omonimo monte ( Snežnik ), è un titolo nobiliare, creato motu proprio dal Re d'Italia Vittorio Emanuele III di Savoia il 15 marzo 1924 per il poeta e condottiero della prima guerra mondiale e dell'Impresa di Fiume Gabriele D'Annunzio.
Il titolo di Principe di Montenevoso è trasmissibile solo ai maschi primogeniti, con trattamento di Don, come stabilito dal Decreto Regio di concessione.

## Storia
Il titolo non corrisponde ad un vero e proprio feudo principesco, ma, come anche altri titoli conferiti in relazione alla vittoria della prima guerra mondiale, fa riferimento a imprese militari nelle quali la persona cui furono conferiti si distinse sul campo, come ad esempio il Maresciallo Armando Diaz, firmatario dell'armistizio, che fu creato Duca della Vittoria, l'Ammiraglio Thaon di Revel, artefice della vittoria marittima, che fu creato Duca del Mare, il Maresciallo Pietro Badoglio, che ebbe il titolo di Marchese del Monte Sabotino (poi ebbe anche il titolo di Duca di Addis Abeba), e gli Ammiragli Costanzo Ciano (padre di Galeazzo Ciano) e Luigi Rizzo, che ricevettero rispettivamente il titolo di Conte di Cortellazzo e Buccari e quello di Conte di Grado e Premuda.
Il titolo, trasmissibile ai maschi primogeniti e con trattamento di Don e Donna, venne concesso a Gabriele D'Annunzio con Regio Decreto del 15 marzo 1924, nel giorno delle celebrazioni per l'annessione della città di Fiume all'Italia, e fa riferimento all'allora estremo confine italiano verso est, conferito a colui che aveva, con l'impresa appunto dell'occupazione di Fiume, così strenuamente combattuto per l'unione della città al Regno d'Italia.
Il motto annesso allo stemma, il grido di guerra "Immotus nec iners" (Fermo ma non inerte), è un verso del poeta latino Orazio, ed il blasone, concesso con R.D. del 29 aprile 1926 e RR.LL.PP. del 9 maggio 1926, è descritto come "d'azzurro al Monte Nevoso d'argento, accompagnato in capo dalla Costellazione dell'Orsa Maggiore d'argento (ossia 7 stelle di 7 punte)", con una spada rivolta verso il basso e un elmetto Adrian; esso fu dipinto da Guido Marussig. Come ornamenti dello scudo si trovano il cordiglio francescano, l'elmo e la corona da Principe; spesso lo scudo si presenta alato, per sottolineare la passione di Gabriele D'Annunzio per il volo. Il padiglione ha il colmo di ermellino e la frangia d'oro, con la cortina formata dalla bandiera della Reggenza Italiana del Carnaro - ovvero campo rosso con il serpe di verde mordentesi la coda e con il nastro con lettere in oro "Quis contra nos?" (Chi contro noi?), racchiudente la Costellazione dell'Orsa Maggiore in argento) - fermata con i piuoli. Dietro il padiglione sorgono, a trofeo, le bandiere di Fiume (viola, oro, azzurro) e della Dalmazia (d'azzurro a tre teste di leopardo coronate d'oro).

## Principi di Montenevoso
1. Gabriele D'Annunzio (1863 - 1938)[2];
2. Mario d'Annunzio (1884 - 1964), 1º figlio maschio del precedente[2][3];
3. Gabriele d'Annunzio (3 gennaio 1942 - 1996), 1º figlio maschio di Ugo Veniero d'Annunzio (1887 - 1945), figlio di Gabriele D'Annunzio; sposa Patrizia dell'Acqua;
4. Federico Marcello d'Annunzio (n. Roma, 18 marzo 1964), 1º figlio maschio del precedente; sposa Giulia Mazzoni.

L'erede al principato è Sebastián d'Annunzio (n. 2003) figlio di Marco d'Annunzio (Santa Monica, 23 dicembre 1965), fratello del precedente.